# Giuliano Fontana
Giuliano Fontana (* 3. Januar 1948 in Zugliano) ist ein ehemaliger italienischer Radrennfahrer.

## Sportliche Laufbahn
Fontana war im Straßenradsport aktiv. Er begann im Alter von 16 Jahren mit dem Radsport. Als Amateur gewann er 1970 eine Etappe im Giro Ciclistico d’Italia und wurde Dritter im Eintagesrennen Mailand–Rapallo. Die Amateurausgabe des Rennens Tre Valli Varesine gewann er 1970.
1972 wurde er Zweiter in der Coppa San Geo hinter Alfio Monfredini. In der Internationalen Friedensfahrt 1972 kam er auf den 28. Gesamtrang und war damit bester Italiener.
1973 fuhr er eine Saison als Berufsfahrer. Bis zu seinem Übertritt zu den Profis hatte er mehr als 20 Rennen bei den Amateuren gewonnen. Zum Ende der Saison 1973 beendete er seine Karriere als Radprofi.